# 18 tháng 5
Ngày 18 tháng 5 là ngày thứ 138 (139 trong năm nhuận) trong lịch Gregory. Còn 227 ngày trong năm.

## Sự kiện
- 762 - Sau khi Đường Túc Tông qua đời, Thái tử Lý Dự đăng cơ kế vị hoàng đế triều Đường, tức Đường Đại Tông.
- 872 - Louis II của Ý lên ngôi trở thành Hoàng đế La Mã lần thứ hai tại Rome, ở tuổi 47. Lần đăng quang đầu tiên của ông là 28 năm trước, vào năm 844, dưới triều đại của cha ông là Lothair I.
- 1096 - Cuộc thập tự chinh thứ nhất: Khoảng 800 người Do Thái bị tàn sát ở Worms, Đức.
- 1152 - Henry II của Anh kết hôn với Eleanor xứ Aquitaine. Hai năm sau, ông trở thành vua.
- 1291 - Cuộc vây hãm Acre đánh dấu sự kết thúc của Thập tự chinh nơi Đất Thánh.
- 1302 - Bruges Matins, vụ thảm sát về đêm ở nhà tù Pháp tại Bruges bởi các thành viên của dân quân Flemish địa phương.
- 1388 - Trong trận chiến của hồ Buyur, Tướng Lam Ngọc dẫn đầu một đội quân Trung Quốc tiến công để đánh bại quân Mông Cổ của Nguyên Ích Tông.
- 1499 - Alonso de Ojeda chèo thuyền từ Cádiz đến Venezuela trên chuyến đi xuyên Nam Mỹ.
- 1593 - Thomas Kyd buộc tội Christopher Marlowe dị giáo làm cho ông bị bắt giữ.
- 1631 - Tại Dorchester, Massachusetts, John Winthrop tuyên thệ nhậm chức và trở thành Thống đốc đầu tiên của tiểu bang Massachusetts.
- 1756 - Chiến tranh Bảy năm bắt đầu khi Vương quốc Anh tuyên chiến với Pháp.
- 1783 - Những người trung thành với Đế chế Hoa Kỳ lần đầu tiên đến Parrtown (sau này gọi là Saint John, New Brunswick), Canada, sau khi rời Hoa Kỳ.
- 1794 - Trận Tourcoing diễn ra trong Chiến dịch Flanders của Chiến tranh Liên minh thứ nhất.
- 1803 - Các cuộc chiến tranh của Napoléon: Vương quốc Anh xóa bỏ Hiệp ước Amiens và tuyên chiến với Pháp.
- 1804 - Nghị viện Pháp tuyên bố Napoléon Bonaparte là hoàng đế của Pháp.
- 1811 - Trận Las Piedras: Chiến thắng quân sự đầu tiên của cuộc cách mạng Río de la Plata ở Uruguay do José Artigas đứng đầu.
- 1812 - John Bellingham bị kết tội tử hình vì vụ ám sát Thủ tướng Anh Spencer Perceval.
- 1848 - Lễ thành lập Quốc hội Đức đầu tiên (Nationalversammlung) diễn ra tại Frankfurt, Đức.
- 1860 - Abraham Lincoln thuộc Đảng Cộng hòa thắng cử tổng thống trước William H. Seward, người sau này trở thành Bộ trưởng Ngoại giao Hoa Kỳ.
- 1863 - Nội chiến Hoa Kỳ: Cuộc vây hãm Vicksburg bắt đầu.
- 1896 - Một cuộc hoảng loạn tại Khodynka Field ở Moskva trong các lễ hội đăng quang của Sa hoàng Nicholas II của Nga dẫn đến cái chết của 1.389 người.
- 1900 - Vương quốc Anh tuyên bố bảo hộ cho Tonga.
- 1912 - Bộ phim Ấn Độ đầu tiên "Shree Pundalik" của Dadasaheb Torne, được phát hành tại Mumbai.
- 1916 - Nguyễn Phúc Bửu Đảo trở thành hoàng đế thứ 12 của triều Nguyễn, đặt niên hiệu là Khải Định.
- 1917 - Chiến tranh thế giới thứ nhất: Đạo luật dịch vụ sửa đổi năm 1917 được thông qua cho phép Tổng thống Hoa Kỳ nắm quyền kiểm soát.
- 1927 - Thảm họa trường Bath: 45 người, trong đó có nhiều học sinh bị giết trong một vụ nổ bom, thực hiện bởi một thành viên hội đồng trường học bất mãn với một số chính sách của trường ở Michigan.
- 1927 - Sau khi được thành lập trong 20 năm, Chính phủ Trung Hoa Dân Quốc chấp thuận Đại học Tongji là một trong những trường đại học quốc gia đầu tiên của Trung Quốc Dân Quốc.
- 1933 - Tổng thống Franklin D. Roosevelt ký một dự thảo thành lập Tennessee Valley Authority (TVA).
- 1944 - Chính phủ Liên Xô trục xuất Crimean Tatars.
- 1948 - Lập pháp viện đầu tiên của Trung Quốc Dân Quốc chính thức thành lập tại Nam Kinh.
- 1953 - Chiến tranh Đông Dương: Chiến dịch Thượng Lào kết thúc với kết quả là Pathet Lào giành quyền kiểm soát được một số vùng lãnh thổ.
- 1955 - Cuộc di cư Việt Nam thực hiện lệnh di cư hơn 310.000 dân thường Việt Nam gồm binh sĩ và các thành viên không phải là người Việt của Quân đội Pháp từ Bắc vào miền Nam Việt Nam sau khi kết thúc Chiến tranh Đông Dương lần thứ nhất.
- 1961 - Công ước Quốc tế đã được thông qua tại Hội nghị viên của Liên hiệp quốc tế về quan hệ ngoại giao giữa các nước trên thế giới và miễn trừ ngoại giao.
- 1964 - Việt Nam đã khánh thành cầu Hàm Rồng (ở Thanh Hoá) và đoạn đường sắt Hàm Rồng - Vinh dài 156 km.
- 1969 - Chương trình Apollo: Tàu Apollo 10 được phóng lên quỹ đạo.
- 1974 - Thử nghiệm vũ khí hạt nhân: Theo dự án Smiling Buddha, Ấn Độ đã thành công kích nổ vũ khí hạt nhân đầu tiên của mình trở thành quốc gia thứ sáu sở hữu vũ khí hạt nhân.
- 1978 - Thực hiện Hiệp định vận chuyển hàng không giữa hai nước Việt-Pháp, chuyến bay đầu tiên của Hãng hàng không dân dụng Pháp đã đến sân bay Tân Sơn Nhất, Thành phố Hồ Chí Minh.
- 1980 - Núi St. Helens phun trào ở bang Washington, Hoa Kỳ, giết chết 57 người và gây thiệt hại 3 tỷ USD.
- 1980 - Phong trào dân chủ Gwangju: Sinh viên tại Gwangju, Hàn Quốc bắt đầu biểu tình nhằm kêu gọi cải cách dân chủ.
- 1990 - Tại Pháp, một chiếc tàu TGV cải tiến đạt kỷ lục về phương tiện trên đường sắt có tốc độ nhanh nhất thế giới là 515,3 km/h.
- 1991 - Một lãnh thổ ở miền bắc Somalia tuyên bố độc lập khỏi phần còn lại của quốc gia, tức Somaliland, song không được cộng đồng quốc tế công nhận.
- 1994 - Quân đội Israel rút lui hoàn toàn khỏi Dải Gaza sau khi chiếm đóng và đưa khu vực cho người Palestine cai trị.
- 2005 - Bức ảnh thứ hai từ Kính viễn vọng Không gian Hubble xác nhận rằng Sao Diêm Vương có hai mặt trăng mới là Nix và Hydra.
- 2009 - LTTE bị chính quyền Sri Lanka đánh bại, chấm dứt gần 26 năm chiến đấu giữa hai bên.
- 2015 - Ít nhất 78 người chết trong vụ lở đất do mưa lớn ở thị trấn Salgar ở Colombia.

## Sinh
- 1897 - Nguyễn Giác Ngộ, Thiếu tướng Quân đội Việt Nam Cộng hòa (m. 1967)
- 1920 - Giáo hoàng Gioan Phaolô II (m. 2005)
- 1922 - Nhạc sĩ Đỗ Nhuận, nguyên là Tổng thư ký Hội Nhạc sĩ Việt Nam khoá 1 và khoá 2. (mất 1991)
- 1958 - Châu Nhuận Phát, Diễn viên người Hồng Kông
- 1962 - Sandra, ca sĩ Đức
- 1987 - Toàn Shinoda (Trần Vũ Toàn), vlogger người Việt Nam (m. 2014)
- 1988 - Taeyang, thành viên nhóm nhạc Hàn Quốc Big Bang
- 1990 - Yuya Osako, cầu thủ người Nhật
- 2000- Onda - thành viên nhóm nhạc Everglow

## Mất
- 1926 - Nguyễn Văn Phước, tướng lĩnh Việt Nam Cộng hòa (mất 1971)
- 1990 - Giuse Maria Trịnh Văn Căn - Hồng y Công giáo thứ 2, người Việt Nam (sinh 1923)
- 2021 – Charles Grodin, diễn viên Mỹ (sinh 1935)

## Những ngày lễ và kỷ niệm
- Ngày Khoa học và Công nghệ Việt Nam